# Ewald Tilker
Ewald Tilker, né le 3 novembre 1911 à Herford et mort 8 septembre 1998 à San Francisco, est un kayakiste allemand pratiquant la course en ligne.

## Palmarès

### Jeux olympiques (course en ligne)
- 1936 à Berlin
  -  Médaille d'argent en K-2 1 000 m [1]